# Među svojima
Među svojima je četvrti studijski album hrvatskog -  bosanaskohercegovačkog pjevača Zorana Begića. Uspješni singlovi albuma su "Haljina bijela" i "Među svojima", koje su se natjecale na Hrvatskom radijskom festivalu 2007. i 2008. godine.

## Popis pjesama
| Br. | Skladba                                 | Autor         | Trajanje |
| --- | --------------------------------------- | ------------- | -------- |
| 1.  | »Među svojima«                          | B. Mihaljević | 3:44     |
| 2.  | »Haljina bijela«                        | Z. Begić      | 3:28     |
| 3.  | »Lito je na Ilindanu« (duet Mate Bulić) | B. Mihaljević | 4:12     |
| 4.  | »Samo jedan ti je dom«                  | B. Mihaljević | 3:39     |
| 5.  | »Godine lude«                           | Z. Begić      | 3:08     |
| 6.  | »Kad me Božić sjeti na tebe«            | Z. Begić      | 3:36     |
| 7.  | »I noć i dan«                           | Z. Begić      | 3:40     |
| 8.  | »Nijedna sjajna kao ti«                 | B. Mihaljević | 3:28     |
| 9.  | »Sretno ti stari prijatelju«            | B. Mihaljević | 3:04     |
| 10. | »Kad me ti ne voliš«                    | Z. Begić      | 3:04     |
| 11. | »Kad ti loše krene«                     | Z. Begić      | 3:15     |
| 12. | »Čuješ li me majko mila«                | B. Mihaljević | 3:56     |

## Vanjske poveznice
- Među svojima na službenoj stranici Zorana Begića